# 북키프로스-유럽 연합 관계
북키프로스-유럽 연합 관계는 유럽 연합이 북키프로스 튀르크 공화국의 독립을 인정하지 않기 때문에 일종의 긴장 상태에 놓여 있다.

## 법적 상황
키프로스 분쟁으로 인해 북키프로스는 유럽 연합 후보국 가운데 하나인 튀르키예만 승인하고 있으며, 다른 국가들은 북키프로스가 키프로스섬 북부를 실효 지배함에도 회원국인 키프로스 공화국만을 키프로스섬 전체의 단일 정부로 승인하고 있다.
북키프로스는 국제적으로 키프로스 공화국의 일부로 간주되므로, 명목상 유럽 연합의 일부이다. 2004년 유럽 연합의 회원국이 증가할 때 키프로스가 통일을 이루어 그리스계와 튀르키예계가 함께 유럽 연합에 가입할 가능성이 제기되기도 했으며, 실제 아난 계획 국민투표에서 이러한 이유로 튀르키예계의 찬성이 늘기도 하였다. 하지만 아난 계획은 그리스계의 반대로 부결되었으며 키프로스는 키프로스 공화국 단독으로 유럽 연합에 가입하였다.
키프로스의 2003년 가입 협약에서는 키프로스에 대해 협약 10 (OJ L 236, 23.09.2003, p. 955) 조항 1.1에서 "키프로스 공화국 정부가 실질적으로 통제하지 않는 키프로스 공화국의 지역에서는 공동체기득권의 적용을 보류한다"라고 제시하였다.

## 유럽 연합 내의 지위
2018년 기준 유럽 연합은 키프로스 북부는 키프로스 공화국의 관할 하에 있지 않으며 유럽 연합의 법률 적용 범위 바깥임을 인정하고 있다. 유로는 실질적으로 널리 쓰이고 있지만 공식적인 화폐는 아니며, 솅겐 협정 또한 북키프로스와의 국경 통제의 어려움으로 인해 키프로스에 발효되고 있지 않다. 유럽연합 무역의 네 가지 자유 또한 적용되지 않는다. 북키프로스의 시민들은 유럽 연합의 시민으로 간주되는데, 이는 유럽 연합에서 북키프로스의 국민을 키프로스 공화국이 실효지배하지 않는 지역에 사는 키프로스 국민으로 간주하기 때문이다.
유럽 의회의 의석은 남쪽과 북쪽의 인구 수를 합쳐서 계산하며, 키프로스 공화국의 시민권을 가진 북키프로스 시민은 선거권과 피선거권을 가진다.
키프로스 공화국이 유럽 연합에 가입한 후 아테네와 앙카라 사이의 신뢰 구축 조치의 진행과, 북키프로스 정부의 유엔 통제 분계선의 부분 개방을 통해 완화되기는 하였지만, 북키프로스에 귀화한 사람 및 북키프로스의 도장이 찍힌 여권을 가진 외국인은 키프로스 공화국이나 그리스에서 입국을 거부받을 수 있다. 북키프로스가 니코시아의 그린 라인이나 기타 일부 국경 통제 지점에서는 도장을 찍지 않기 때문에, 키프로스 공화국은 이러한 지점에서의 국경 통과를 허용한다. 2004년 5월부터 일부 관광객은 항공편으로 키프로스에 입국한 후 그린 라인을 통과해 북키프로스로 가기도 하고 있다.

### 유로
명목상 북키프로스는 유럽 연합의 일부이지만 북부가 유럽 연합이 승인하지 않은 북키프로스 튀르크 공화국의 실효지배 하에 있기 때문에 유럽 연합의 법이 실질적으로 적용되지 못한다. 북부에서는 튀르키예 리라가 공식 화폐로 사용되나 유로도 통용되고 있다. 통일 후 유로가 도입되면 화폐 안정성의 보장으로 북키프로스 지역의 인플레이션을 조절하는 데 도움이 될 것으로 예상된다. 키프로스의 유로 주화에서는 이미 키프로스라는 이름을 그리스어와 튀르키예어 모두로 표기하고 있으며, 키프로스의 자연 경관과 역사에 대한 그림을 상징하는 문양이 새겨져 있다.

## 무역
2004년 4월 아난 계획 국민투표에서 튀르키예계가 통일을 지지한 것의 영향으로, 유럽 연합은 북키프로스의 고립을 끝내겠다고 약속하였다. 유럽과 북키프로스 간 무역 제안은 실질적인 북키프로스의 인정과 다름없다는 그리스계의 반발로 체결되지 못했다. 2010년에도 의회에서 무역안이 제기되었지만 키프로스 공화국이 반대하였다.

## 원조 계획
키프로스가 통일한다면 유럽 연합의 법이 키프로스 전체에 적용되기 때문에, 유럽 연합은 튀르키예계 키프로스 공동체가 미래의 유럽 연합 법 적용을 준비할 수 있도록 도움을 주었다. 유럽 연합은 기반 시설, 시민사회 등에 경제적 지원을 주었고, 유럽 연합 법에 대한 교육을 실시했다. 유럽 연합과의 교류를 관리하기 위해 북키프로스에서는 EU 협동 사무소 등 여러 기관을 설립하였다.

## 그린 라인 규정
그린 라인 간의 이동을 통제하고 북키프로스의 개발을 돕기 위해 2004년 4월 그린 라인 규정이 도입되었다. 암묵적으로 북키프로스를 승인하는 것으로 비춰지지 않기 위해 유럽 집행위원회는 북키프로스 정부가 아닌 튀르키예계 키프로스 상공화의소와 협상을 진행했으며, 이후 이 과정이 표준이 되면서 상공회의소가 유럽 연합과의 관계에서 중요한 역할을 맡게 되었다.

## 같이 보기
- 키프로스 분쟁
- 북키프로스의 대외 관계
- 튀르키예의 키프로스 침공